# Talalgia
A talalgia é dor no calcanhar, mais conhecido como "esporão de calcanho". 
A doença atinge pessoas de várias idades, sendo mais frequente no sexo feminino (devido aos calçados em salto alto ou calçados muito planos) e em seres humanos que estão acima do peso e realizam atividades de impacto, como caminhadas. Já as fraturas do pé podem ser originadas pelos acidentes em geral, podendo causar traumas leves até os de maior gravidade.
Favor procurar sobre "Tendão de Aquiles"